# Балыхта
Балыхта — деревня в Жигаловском районе Иркутской области России. Входит в состав Дальне-Закорского сельского поселения. Находится на левом берегу реки Тыпта, примерно в 63 км к юго-западу от районного центра, посёлка Жигалово, на высоте 515 метров над уровнем моря.

## Население
| 2002 | 2010 | 2011 | 2012 |
| ---- | ---- | ---- | ---- |
| 15   | ↘1   | →1   | →1   |

По данным Всероссийской переписи, в 2010 году в деревне проживал 1 человек (мужчина).

## Улицы
Уличная сеть деревни состоит из одной улицы (ул. Берёзовая).